# Silybum
Silybum is een geslacht van twee soorten uit de composietenfamilie (Compositae oftewel Asteraceae).
De twee soorten zijn:
- Silybum eburneum Coss. & Dur.
  - Silybum eburneum Coss. & Dur. var. hispanicum
- Silybum marianum (L.) Gaertner, in het Nederlands bekend als mariadistel

De twee soorten kunnen onderling kruisen, de hybriden staan bekend als Silybum ×gonzaloi Cantó , Sánchez Mata & Rivas Mart. (Silybum eburneum var. hispanicum × Silybum marianum)